# Duplikacja
Duplikacja – podwojenie fragmentu chromosomu na skutek niesymetrycznej wymiany odcinków chromatyd i czasem błędnego crossing-over. Może to powodować choroby genetyczne. Jedna z aberracji strukturalnych chromosomów. 
Duplikacja genu może być spowodowana powieleniem fragmentu chromosomu albo retrotranspozycją. W wyniku tego procesu jedna z kopii genu uwalnia się od presji selekcyjnej środowiska, dzięki czemu może swobodnie mutować, ponieważ mutacje w dodatkowej kopii zazwyczaj nie zaburzają funkcjonowania organizmu. Nagromadzenie mutacji może spowodować, że zduplikowany gen uzyska nową funkcję, albo stanie się pseudogenem. Powstałe na skutek duplikacji geny pochodzące od wspólnego przodka nazywa się paralogami. Teorię o znaczeniu duplikacji genów w ewolucji zaproponował Susumu Ohno w 1970.
Zdarzają się także duplikacje całego genomu, szczególnie u roślin. Uważa się też, że genom drożdży Saccharomyces cerevisiae uległ duplikacji 100 mln lat temu. 